# Fucsovics Márton
Fucsovics Márton (Nyíregyháza, 1992. február 8. –) magyar hivatásos teniszez Első edzője, Gyuricsku Enikő elmondása szerint Fucsovics igen alacsony termetű kisfiú volt, s emiatt majdnem eltanácsolták a nyíregyházi teniszklubban kezdődő tanfolyamról, mondván, egy év múlva talán majd befér a hét-nyolc évesek közé. Ám Fucsovics a gyerekek között valamiért mégiscsak felkelthette az edző figyelmét, aki közölte a szülőkkel, hogy szívesen foglalkozna vele, akár egyénileg is. Innentől kezdve Fucsovicsra kemény edzések vártak, amit ő játékosan ugyan, de nagyon komolyan vett. Már nyolcéves korában meghatározó szereplőjévé vált a tizenkét éves fiúk mezőnyének. Olyannyira, hogy 2000-ben kisebb versenyek – Pallag Kupa, Kennex Kupa, Bige Holding Kupa – megnyerése után egyre nagyobb trófeákkal bővíthette gyűjteményét. Fucsovicsnak nemcsak a teniszhez volt nagy tehetsége, hiszen például egy debreceni kosárlabda-tornáról elhozhatta a korosztálya legtechnikásabb játékosának járó különdíjat. Ennek ellenére úgy döntött, hogy teniszező szeretne lenni. 2001 szeptemberétől a nyíregyházi klubnál Erőss Béla vette át edzéseinek irányítását, akkor a harmincharmadik helyen állt a korosztályos ranglistán. 2003-ban tizenegy évesen országos korosztályos bajnok és az Őszi Tizek bajnoka volt. A Nike Junior Tour magyarországi döntőjének győzteseként ő képviselte Magyarországot a dél-afrikai Sun Cityben rendezett Világdöntőn a tizenkét éves fiúk mezőnyében. „Annak ellenére, hogy a korosztályomban most a legjobb vagyok, szeretnék fejlődni. A célom, hogy egyszer Grand Slam-tornákon is pályára lépjek” – mondta Fucsovics az elért sikereket követően. Tagja lett a magyar válogatott utánpótlás-keretének, illetve Gáspár Balázs vezetőedző irányításával részt vett az országos elismertségű Héraklész utánpótlás nevelési programban Budapesten. Az U14-es világbajnokságon a Nemzetközi Teniszszövetség szakértői is elismerően nyilatkoztak játékáról, amely egy Stuttgart melletti teniszakadémia megfigyelőinek érdeklődését is felkeltette. Így 2007 óta a First Line Teniszakadémián készült. „Sok edző, sok játékos, saját konditerem, rengeteg pálya különböző borítással. Itthon, sajnos, nem lett volna esélyem arra, hogy olyan szinten készüljek, ami szükséges a nemzetközi sikerekhez, kint viszont minden feltétel adott” – értékelte a német viszonyokat Fucsovics.
2025-ben feleségül vette Molnár Nikoletta Anna (művésznevén Molnár Nini) modellt. 

### 2008–2009 – Az első felnőtt versenyek, junior Grand Slam-győzelem párosban
Élete első felnőtt nemzetközi versenyét tizenhat esztendősen 2008 januárjában Bergheimben játszotta le. 2008 júliusában egy újabb németországi 10 000 dollár összdíjazású tornán szerezte meg élete első ATP-pontját, és ezzel 2008. július 21-én az 1611. helyen debütált a felnőtt világranglistán. Ezt követően 2009-ben visszatért a juniorversenyekhez. Az első nagyobb sikert 2009 júniusában a második kategóriás hallei füves pályás tornán érte el, ahol tornagyőzelmet tudott aratni. Ezzel és az előző tornákon nyújtott eredményekkel bejutott a legjobb 50 közé a juniorok világranglistáján. 2009 júliusában ezüstérmet szerzett a tizennyolc éven aluliak Európa-bajnokságán egyéniben. 2009 szeptemberében a tajvani Cseng Peng Hszie oldalán megnyerte a US Open junior páros versenyét. Ezzel az eredménnyel minden idők első magyar teniszezője lett, aki győzedelmeskedni tudott az amerikai kemény pályás Grand Slam-tornán. Októberben részt vett a Budapesten megrendezett Tennis Classics elnevezésű rendezvényen. 2009 decemberében elindult a nagy múlttal rendelkező floridai Eddie Herr kemény pályás juniortornán, ahol egészen a döntőig jutott egyesben. Az év utolsó tornáját egy újabb A-kategóriás egyesült államokbeli versenyen, az Orange Bowlon játszotta. Fucsovics végül a második körben a brit Carpenter ellen szenvedett vereséget.

### 2010 – Egyéni junior Grand Slam-győzelem Wimbledonban

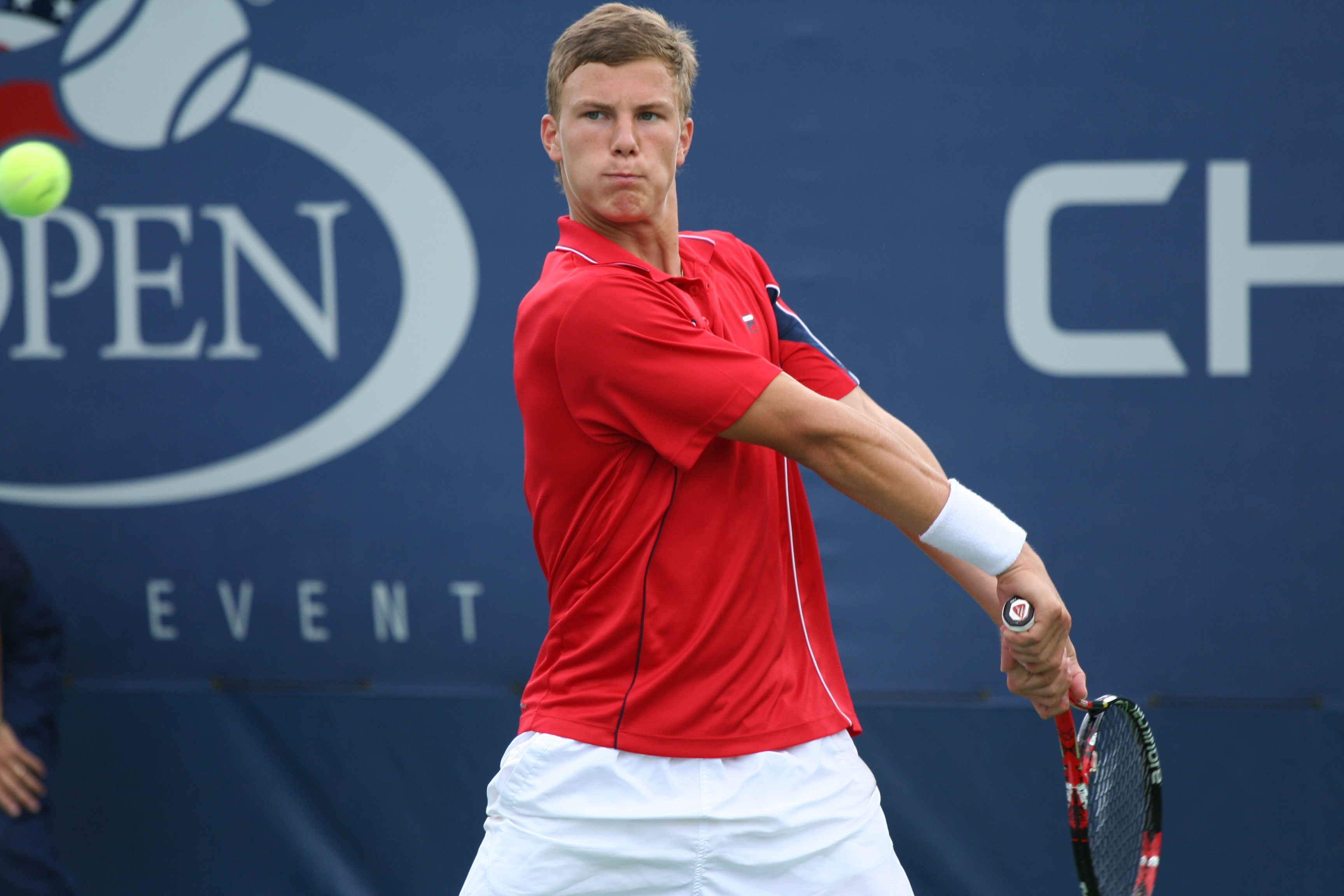
Fucsovics 2010-ben a US Open amerikai nyílt teniszbajnokság junior versenyén.

2010-ben a hatodik kiemeltként vághatott neki az év első Grand Slam-versenyének, az Australian Opennek, ahol egyesben az elődöntőig mindössze egy szett veszteséggel jutott el. Az elődöntőben azonban az ausztrál Bermannal szemben 7–6 6–3-as vereséget szenvedett. 2010 márciusában a Tallinnban rendezett Észtország elleni Davis-kupa találkozón bemutatkozott a magyar válogatottban. Páros mérkőzésén Bardóczky Kornél párjaként négyórás csatában szenvedett vereséget, egyesben pedig az orosz Vlagyimir Ivanovtól kapott ki. 2010 márciusában egyéniben tornagyőzelmet aratott egy Zürichben megrendezett bemutató jellegű juniorversenyen. Ezt követően két boszniai 10 000 dollár összdíjazású tornán vett részt, a második versenyen pedig 2008 júliusa után újra ATP-pontot tudott szerezni. 2010 májusában elindult a Milánóban megrendezett A-kategóriás salakpályás juniorversenyen, ahol a legjobb tizenhat között esett ki. 2009-es hallei sikerének köszönhetően szabad kártyát kapott a szintén Halléban megrendezett füves pályás ATP-torna selejtezőjére. Ez volt az első alkalom, hogy Fucsovics részt vehetett egy ATP-tornán, ám a cseh Jan Hernych két játszmában búcsúztatta. A következő héten újabb szabad kártyát kapott a szintén füves pályás 450 000 euró összdíjazású 's-Hertogenboschban megrendezett ATP-torna selejtezőjére, azonban itt is az első forduló jelentette a végállomást. Első kiemeltként, címvédőként térhetett vissza a hallei juniortornára, ahol az elődöntőben a horvát Delic három játszmában verte meg Fucsovicsot. A 2010-es wimbledoni teniszbajnokságon párosban a negyeddöntőig jutott, míg egyéniben a verseny tizenharmadik kiemeltjeként szettveszteség nélkül nyerte meg a tornát: a döntőben 6–4 6–4-re győzött az ausztrál Benjamin Mitchell ellen. A junior fiúk között első ízben nyert magyar teniszező Wimbledonban, korábban 1948-ban Vad Dezső jutott el a fináléig az angol nyílt bajnokság ifjúsági versenyében. Történelmi sikerét követően világelső lett a juniorok között, amire szintén nem volt még példa a magyar tenisz történetében. 2010 augusztusában a csapatban Európa-bajnokságot nyert U18-as teniszválogatott tagja volt. A szingapúri ifjúsági olimpiai játékok egyéni teniszversenyén első helyen emelték ki, de az első fordulóban legyőzte az angol Oliver Golding. Fucsovics a korai vereség következtében elvesztette világelsőségét. Az amerikai nyílt teniszbajnokság második kiemeltjeként az elődöntőig jutott, ott az amerikai Jack Socktól szenvedett vereséget két szettben. Előkelő junior világranglistás helyezésének, és eredményeinek köszönhetően a 2010-es évben két franciaországi ATP 250-es verseny selejtezőjére kapott szabad kártyát. Első versenyét Metzben játszhatta le, ahol az első fordulóban egy francia játékos legyőzését követően megszerezte első győzelmét egy ilyen kategóriájú versenyen. A kvalifikáció második körében pedig életében először egy, a világranglistán a legjobb 100 között álló játékossal, a hazai közönség előtt szereplő Édouard Roger-Vasselin ellen léphetett pályára. Az akkori világranglistán éppen a 100. helyen álló francia versenyző 6–2 6–3 arányban búcsúztatta a magyar játékost. A második francia versenyt Montpellier-ben rendezték meg. Fucsovics itt a papírformának megfelelően az első fordulóban esett ki a francia Gensse ellen. Fucsovics immár második alkalommal vett részt a Papp László Arénában megrendezett Tennis Classics elnevezésű teniszgálán. 2010 novemberében további kilenc eredményes magyar fiatal sportoló mellett Fucsovics egy 7000 euró értékű Junior Prima díjban részesült.

### 2011–2012 – Nehéz, küzdelmes első évek a felnőttek közt
Fucsovics 2011 februárjában betöltötte 19. életévét, így ettől az évtől kezdődően már nem vehetett részt junior versenyeken. Egy ATP-ponttal 1432.-ként kezdte meg az évet, céljaként pedig az első 100-200 helyezett közé való bejutást tűzte ki. A cél elérése érdekében a Nemzetközi Teniszszövetség (ITF) által rendezett, a felnőttek között legkisebb kategóriás Future tornákon kezdte meg szereplését. A versenyekre Joó György edző segítségével készült fel. Márciusban tagja volt a Davis Kupában Ciprus ellen 5-0 arányban győzedelmeskedő magyar csapatnak, ahol egy győztes mérkőzéssel járult hozzá a sikerhez. Áprilisig egy elődöntős szereplés volt a legjobb eredménye egy kínai 15 000 dolláros tornán. Fucsovics saját bevallása szerint is nehezen viselte a felnőtt versenyekre való áttérést. „Bár még csak négy hónapja járom rendszeresen a felnőttversenyeket, már ezt az időszakot is nagyon nehéz volt átvészelni. Hátráltattak kisebb sérülések, nem ment annyira jól a játék sem, így összesen egyszer sikerült az elődöntőbe jutnom” – nyilatkozta a Nemzeti Sportnak az akkori világranglista 922. helyén álló Fucsovics. Ebben a hónapban egy újabb kínai Future típusú versenyen sikerült a legjobb négy közé verekednie magát. A tavalyi junior torna megnyerésével kivívta a jogot arra, hogy részt vehessen a 2011-es wimbledoni Grand Slam torna felnőttversenyének selejtezőjében. A világranglistán akkor 774. helyezett Fucsovicsnak a francia Jonathan Eysseric ellen sikerült győzedelmeskednie az első fordulóban, a másodikban azonban vereséget szenvedett a japán Szoeda Go ellen. 2011 augusztusában a magyar Davis Kupa kapitánya, Hornok Miklós kitette a csapatból Fucsovicsot rossz hozzáállás, és sportolóhoz nem illő életmód miatt. Hornok szerint Fucsovics az edzések helyett az éjszakai szórakozóhelyeket látogatta inkább. „Elmondtam neki századszor is, így nem lehet élni, egy élsportolónak készülnie és aludnia is kell. Azt válaszolta, ő már nem tud erről lemondani, lehet, a teniszt is befejezi. Nem maradt más választásom, kiraktam a válogatottból." – nyilatkozta a szövetségi kapitány az üggyel kapcsolatban. Októberben aztán már arról szóltak a hírek, hogy hozzáállásának megváltozása következtében visszakerülhetett a válogatottba, új edzőjének pedig éppen Hornokot választotta. Fucsovics a korábban kitűzött céltól elmaradva az 577. helyen zárta az esztendőt.
A 2012-es szezont a szlovák Jan Solcani személyében új edző segítségével kezdte meg. Fucsovics szakmai stábjában továbbra is helyet kapott Hornok Miklós, azonban a szlovák szakember kísérte el a három tornából álló izraeli versenysorozatára. A második izraeli megmérettetésén sikerült a legjobb négy közé jutnia, ott azonban egy szlovák játékostól vereséget szenvedett. Februárban ismét tagja volt az Írország ellen diadalmaskodó magyar Davis Kupa csapatnak, ahol egy győzelmet, és egy vereséget tudott felmutatni. Ezt követően egy zágrábi Future versenyen újból az elődöntőbe jutott, ott azonban a döntőért vívott találkozó során egy hirdetőtáblának nekicsúszott, és kisebb saroksérülés miatt fel kellett adnia a mérkőzést. Márciusban egy hasonló kategóriájú svájci fedettpályás tornán tudott a legjobb négy közé kerülni, azonban ezúttal sem sikerült bekerülnie a fináléba. Áprilisban a magyar Davis Kupa csapat tagjaként Lettország legjobbjai ellen bizonyíthatott. Első mérkőzésén hatalmas bravúrral egy ötszettes meccsen Ernests Gulbis legyőzésével megszerezte a magyar csapatnak a vezetést, illetve első top 100-as játékos elleni sikerét. Ezután a második mérkőzésén kikapott a lettek második számú játékosától, Andis Juskától, és így nem tudott feljutni a magyar együttes. Áprilisban három győztes mérkőzést követően pályafutása során első alkalommal tudta magát kvalifikálni egy ATP-torna főtáblájára a hollandiai 's-Hertogenbosch-ban; a főtábla első fordulójában az akkori világranglistán 70. japán Tacuma Itótól meccslabdáról szenvedett vereséget. Júliusban újabb ATP-versenyen próbálkozott a feljutással, ezúttal Gstaadban egy salakos tornán szerepelt: az első fordulóban egy ranglista nélküli svájci játékos legyőzését követően a brazil Thiago Alves állította meg a selejtező második fordulójában. Fucsovics az év hátralevő részében Future tornákon próbált tapasztalatot gyűjteni a felnőttek között. Legjobb eredményei egy szlovák és egy kanadai versenyen a döntőig való eljutás volt, azonban az első felnőtt tornagyőzelem még nem sikerült számára. A szezont az előző évhez képest több mint 100 hellyel előrébb, a 440. helyen zárta a világranglistán.

### 2013 – Az első challenger tornagyőzelmek, bekerülés az első 200 közé a világranglistán

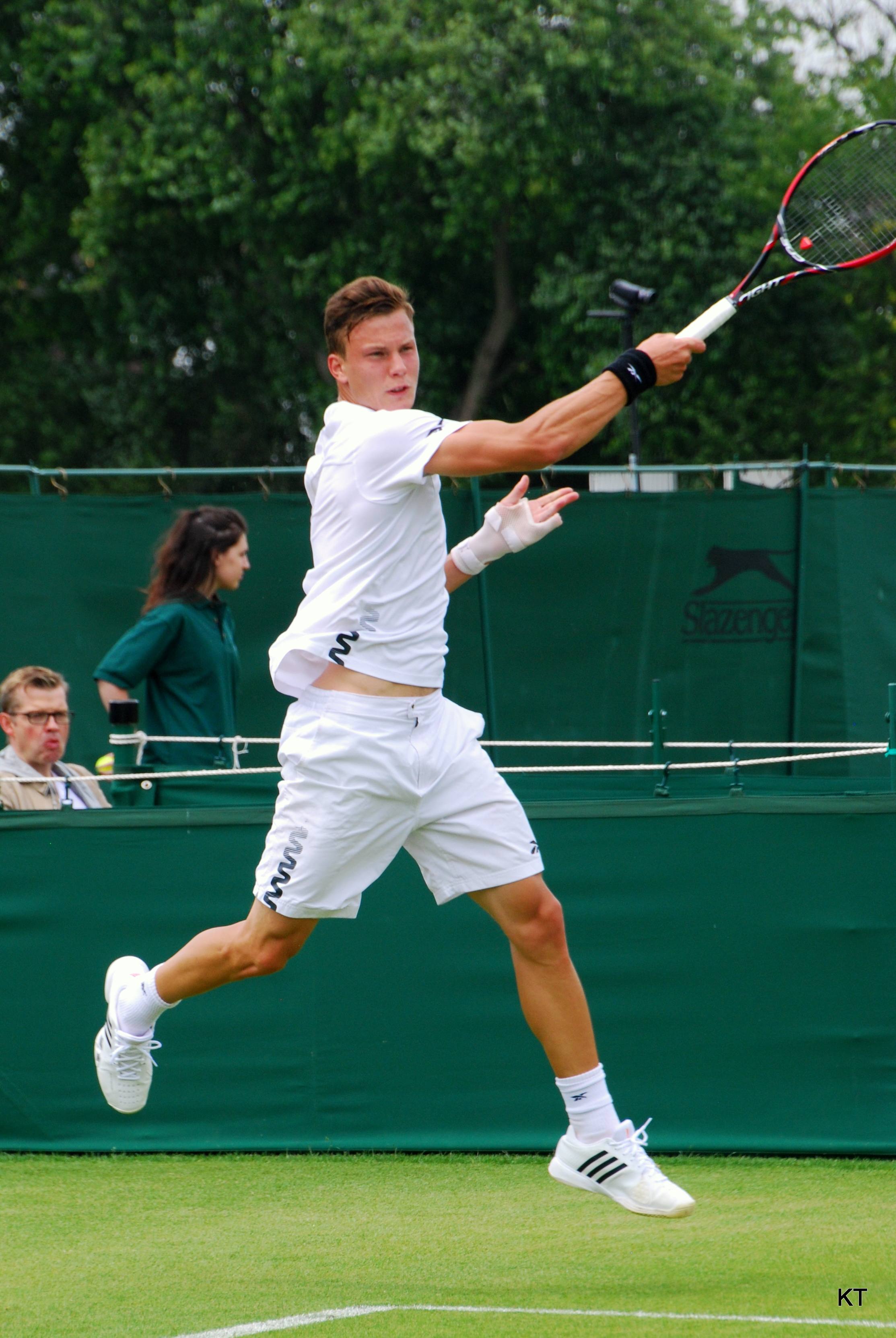
Fucsovics a 2013-as wimbledoni Grand Slam torna selejtezőjének első fordulójában.

A 2013-as esztendő első versenyén Fucsovics egy francia 10 ezer dollár összdíjazású ITF-tornán újból eljutott döntőig, ott azonban az ellenfele 6–0, 4–1-es vezetésénél feladta a küzdelmet. Tagja volt a magyar Davis-kupa csapat januári Moldova elleni 3–2-re elveszített összecsapásán, ahol egy győztes és egy vesztes egyéni találkozóval, illetve egy győztes páros meccsel vette ki a részét a küzdelemből. Februárban a franciaországi Cherbourgban egy kemény pályás ATP-challengertornán a selejtezőből a negyeddöntőig tudott eljutni, amivel sikerült elérnie hogy pályafutása során először az első 400 között jegyezték a világranglistán. A magyar válogatott luxemburg elleni 4–1 arányban elveszített párharcán a papírformának megfelelően egyesben és párosban is vereséget szenvedett áprilisban. Élete első felnőtt tornagyőzelmét szerezte meg 2013 májusában az 50 ezer dollár összdíjazású anningi challengertornán Kínában, miután a fináléban 7–5 3–6 6–3 arányban sikerült legyőznie a brit James Ward-ot. A sikerrel megszerzett 80 ranglista pontjával 130 helyet javítva egészen a 253. helyre tudott előrelépni a következő heti világranglistán. Alanyi jogon vehetett részt a wimbledoni Grand Slam torna selejtezőjében, ott azonban maratoni küzdelemben meccslabdáról 6–1 5–7 12–10 arányban szenvedett vereséget az első fordulóban a thaiföldi Danai Udomchoke ellen. A US Opent megelőzően Fucsovics négy kemény pályás challengertornán is készült, amelyeken a legjobb eredménye egy negyeddöntő volt a spanyolországi Segoviában. A US Open kvalifikációjában ismét az első forduló jelentette számára a végállomást, miután a selejtező 26. kiemeltje, a belga Olivier Rochus 7–5 6–3 arányban verte meg. A franciaországi Metzben karrierje során másodszor tudott a selejtezőből felkerülni ATP-verseny főtáblájára, majd sikerült legyőznie a főtábla első fordulójában az akkor a világlista 39. helyén szereplő francia Jeremy Chardyt. Legutóbb tíz évvel ezelőtt 2003-ban Sávolt Attila tudott a magyar játékosok közül legyőzni ilyen magasan rangsorolt teniszezőt a férfiak mezőnyében. A metzi második fordulóban aztán nem sikerült újabb bravúrt végrehajtania és szettelőnyről 1–6 6–3 6–2 arányban vereséget szenvedett a német Tobias Kamkétől. Az újabb jelentősebb siker novemberben volt Fucsovics számára, aki megnyerte pályafutása második challengertornáját az olaszországi Andriában, miután 6–3 6–2-re megverte a német Dustin Brownt. Az újabb trófea révén 53 helyet tudott előreugrani a ranglistán, és a 180. helyen zárta az idényt, célja pedig a következő szezonra a legjobb 100 elérése volt. Az akkor a dél-franciaországi Nizzában edző Fucsovics elmondása szerint a fejlődést új trénerének, Olivier Taumának köszönheti, aki mentálisan is megerősítette az esztendő során.

### 2014: Stabilan a 200-ban
2014-ben Challenger versenyeken őrizte világranglistás helyét az első 200-ban. A negyeddöntőig jutott Baergamóban, majd döntőt játszott a heilbronni tornán. Wimbledonban a kvalifikáció 3. köréig jutott, de nem sikerült a főtáblára jutás. A rákövetkező héten döntős volt Todiban, majd elődöntős Recanatiban. Egy héttel később negyeddöntőt játszott Oberstaufenben, közvetlen ezután negyeddöntős volt Aptosban. A US Openen csak a kvalifikáció 2. köréig jutott, de a következő héten már elődöntőt játszott Genovában, majd nem sokkal később Trnavában is. A legjobb helyezése ebben az évben a 135. volt, az évet a 161. helyen zárta.

### 2015: Hullámvölgy

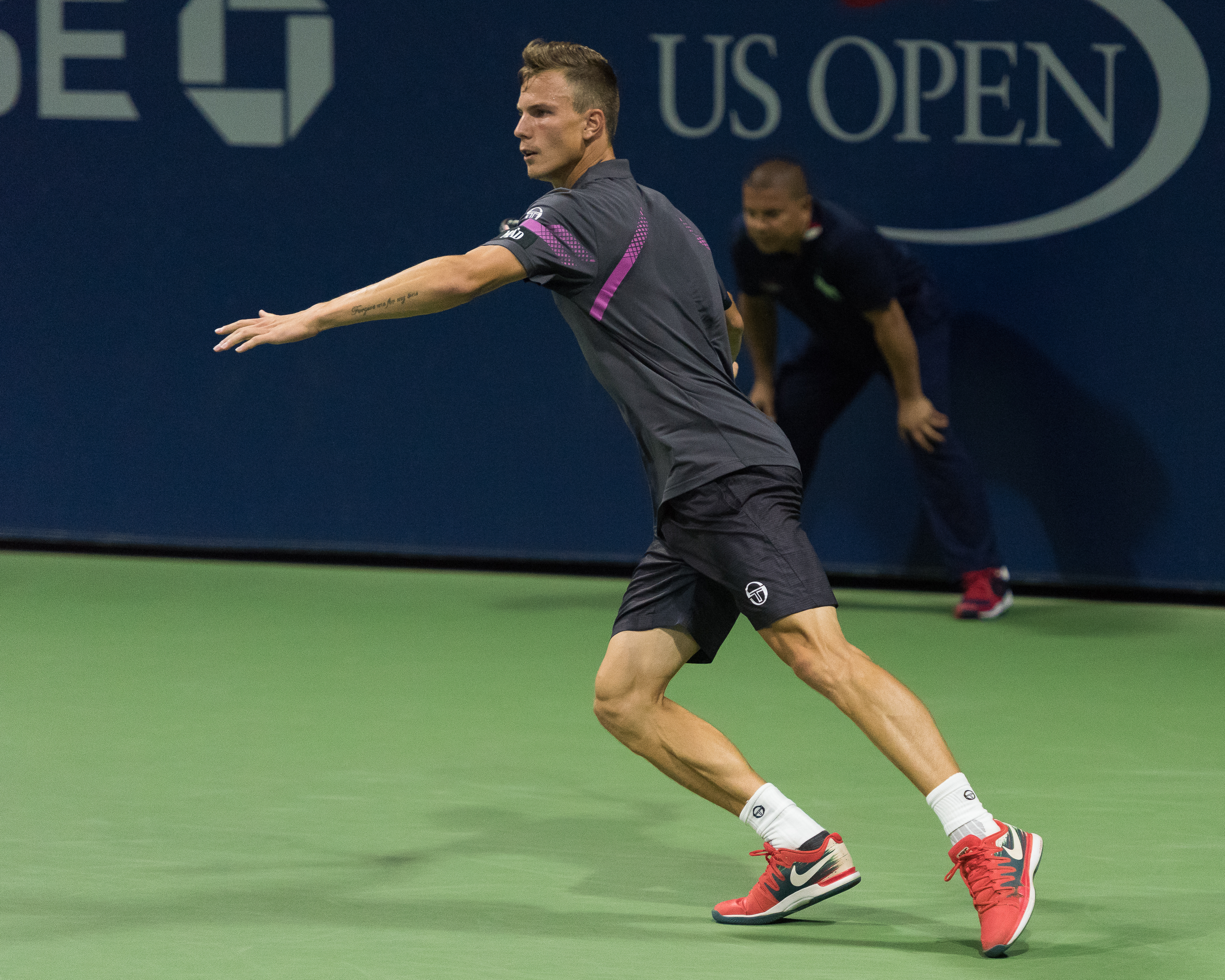
Fucsovics a 2015-ös US Open selejtezőjének második fordulójában

2015-ben Challenger tornán elődöntős volt Kantonban, negyeddöntős Prágában, majd elődöntős Recanatiban, negyeddöntős Trnavában, Eckentalban és Ortiseiben. Az év során mindössze kétszer játszott ATP főtáblán, Quitóban selejtező nélkül, Barcelonában a selejtezőből feljutva esett ki az első körben. Ez az év nem sikerült olyan jól. Kicsúszott az első 200-ból, legrosszabb helyezése a 275. volt, és az évet a 214. helyen zárta.

### 2016: Első Grand Slam-főtábla
2016-ban az év első tornáján elődöntőt játszott Happy Valleyben, ahol Dúdí Szelától szenvedett vereséget. Csuhajban negyeddöntős volt. Barcelonában az ATP500-as versenyen ismét feljutott a főtáblára, és ezúttal a 2. körig jutott, ahol a világranglistán 24. helyen álló Viktor Troickitől kapott ki. Rómában is túljutott a selejtezőn. Májusban Prostejovban a kvalifikációból indulva a döntőig jutott, ahol Mihail Kukuskin állította meg. Todiban negyeddöntős, Recanatiban és Segoviában elődöntős, Portorozsban negyeddöntős volt. Ezeket az eredményeit követte a US Open, ahol életében először jutott a felnőttek között a főtáblára, ahol a spanyol Nicolás Almagrótól szenvedett vereséget. Ezt követően Rómában és Budapesten negyeddöntős volt. Az év során visszaszerezte stabil 150 körüli helyét, és az évet a 158. helyen zárta.

### 2017: A Top100-ban

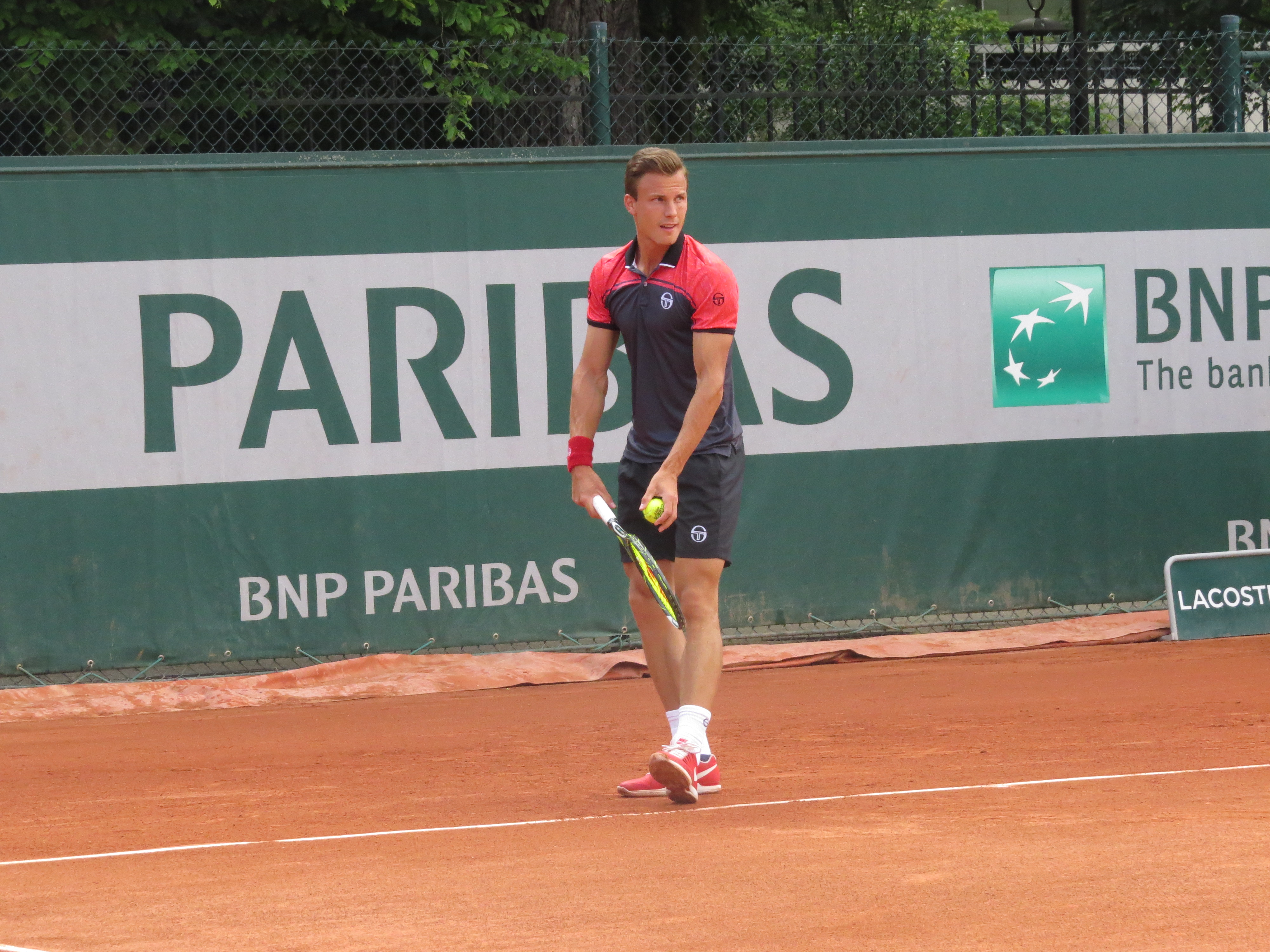
Fucsovics a Roland Garros kvalifikációjának második mérkőzésén 2017-ben

Komolyan készült a 2017. évi versenyekre. Egy hosszabb interjúban 2017-et a vízválasztó évének nevezte. 2016. év végén Genfben Stanislas Wawrinkával edzett.
Ebben az évben a negyeddöntőig jutott Happy Valleyben, majd döntőt játszott Budapesten, ahol az osztrák Jürgen Melzertől kapott ki. A negyeddöntőig jutott Sophia Antipolisban, ahol Benoît Paire ütötte el a továbbjutástól, és Heilbronnban is. 2017. júniusban két tornát is sikerült nyernie: első lett Vicenzában, és megszerezte a tornagyőzelmet Ilkleyben, ami egyúttal a wimbledoni torna kvalifikációs versenye volt, így először indulhatott Wimbledonban a főtáblán. A wimbledoni torna első körében a világranglista 26. helyén álló Gilles Müllertől azonban kikapott. A következő héten már elődöntős volt Braunschweigben, majd a kvalifikációból indulva nyolcaddöntős volt Winston-Salemben, elődöntős Genovában és Orleansban, majd a kvalifikációból indulva negyeddöntős az ATP500-as versenyen Baselben, ahol a világranglista 4. helyén álló Marin Čilićtől szenvedett vereséget. 2017 őszén Fucsovics vezetésével a magyar Davis-kupa válogatott 21 év után került be ismét a világcsoport küzdelmeibe. Először 2017. július 17-én került a Top100-ba, amikor a 99. helyen állt. Két héttel később Roger Federer egy hétre meghívta edzőpartnerének Svájcba. Az évet a 85. helyen zárta.

### 2018: Az áttörés éve: ATP-tornagyőzelem és bekerülés az első 40-be

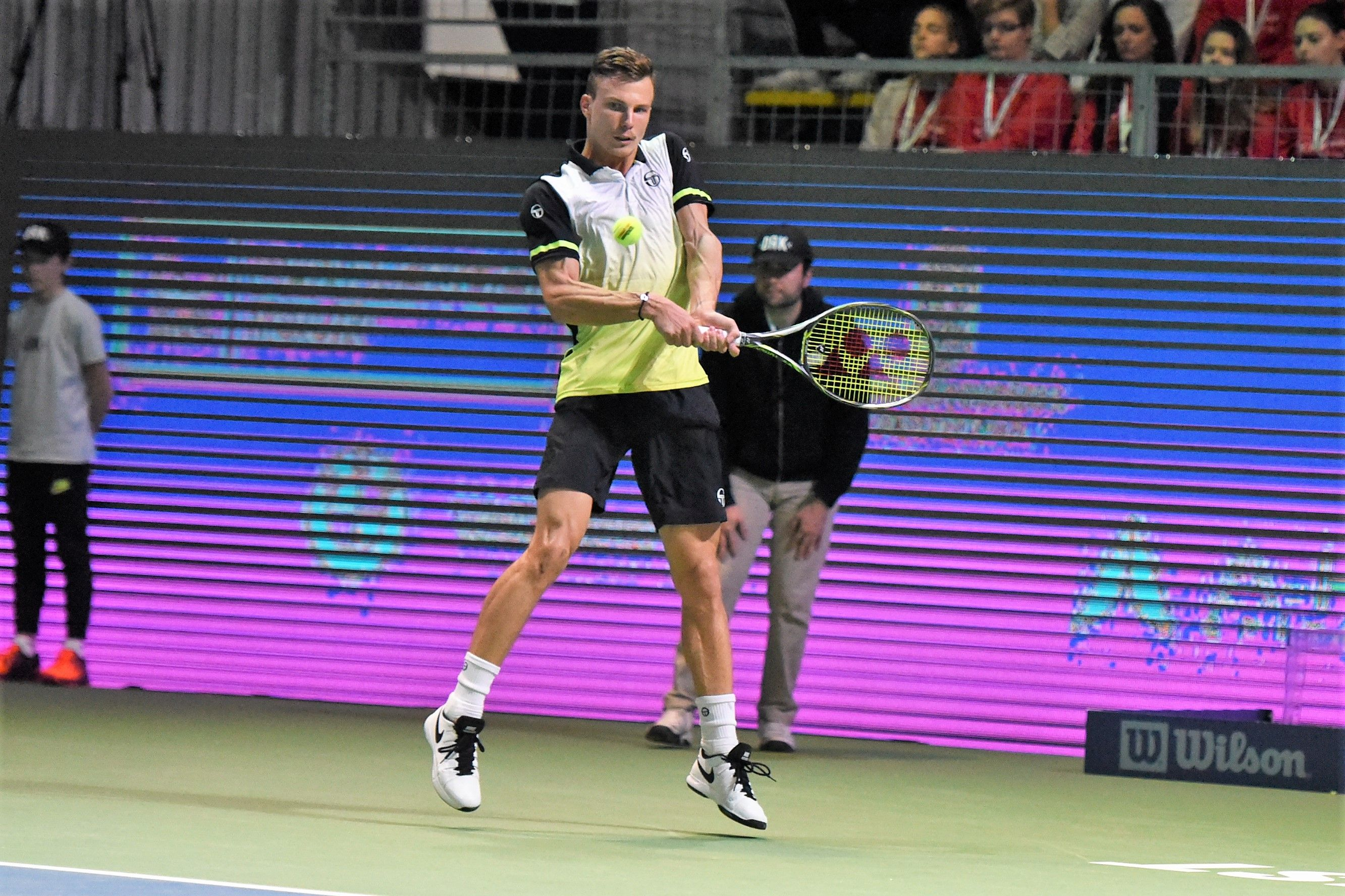
Fucsovics Márton a 2018-as budapesti challenger tornán

A 2018-as év jó előjelekkel kezdődött, amikor Canberrában a döntőig jutott, ahol Andreas Seppitől szenvedett vereséget. Az Australian Openen a 2. körben legyőzte a verseny 13. kiemeltjét, az amerikai Sam Querrey-t, majd a 3. körben aratott győzelme után 1983 óta először jutott személyében magyar férfi teniszező Grand Slam-tornán a legjobb 16 közé. A nyolcaddöntőben az előző évi győztes, hússzoros Grand Slam-győztes Roger Federer volt Fucsovics ellenfele, aki három játszmában, 6–4, 7–6, 6–2-re győzött a magyar játékos ellen.
2018. május 25-én a Genfben rendezett Geneva Open elnevezésű ATP 250-es tornán a döntőbe jutott, miután kiejtette a svájci Stanislas Wawrinkát, majd az elődöntőben az amerikai Steve Johnsont. Fucsovics 34 év után az első magyar férfi játékos lett, aki döntőt játszhatott egy ATP-tornán. A döntőben a német Peter Gojowczyk ellen 6–2, 6–2 arányban győzött, ezzel ő lett az első magyar egyéni győztes az ATP Tour 1990-es létrehozása óta, és az első magyar Grand Prix-győztes Taróczy Balázs 1982-es hilversumi győzelme óta.

### 2019: A második ATP döntő és új karriercsúcs
A 2019-es Australian Openen a férfiak egyes versenyében a 2. körben a horvát Borna Ćorićtól szenvedett három szettben vereséget 6–4, 6–3, 6–4 arányban, míg vegyes párosban Babos Tímea oldalán szintén a 2. fordulóig jutott. Februárban a szófiai kemény pályás ATP-tornán egészen a döntőig jutott, ott azonban 6–4, 6–3 arányban alulmaradt az orosz Danyiil Medvegyevvel szemben. Február közepén a rotterdami ATP 500-as torna negyeddöntőjében az első helyen kiemelt és akkor top 10-es Nisikori ellen két sima szettben 6-3, 6-2-es vereséget szenvedett. Február 28-án, a dubaji ATP 500-as torna negyeddöntőjében pályafutása során másodszor mérkőzhetett Roger Federer ellen. A svájci két szoros szettben, 7–6, 6–4 arányban nyert.
Március 4-én új karriercsúcsot elérve a 31. helyre lépett előre a világranglistán.

### 2020
A 2020-as szezont a koronavírus-járvány jelentősen átrendezte, több torna elmaradt, és Grand Slam-tornát is kellett törölni, illetve többet elhalasztani. Fucsovics az Australian Openen és a Roland Garroson is a negyedik fordulóig jutott, előbbi tornán ezúttal is Roger Federer ellen esett ki.

### 2021
Márciusban döntőbe jutott a rotterdami World Tennis Tournamenten, ott az orosz Andrej Rubljovtól  7–6 (7–4), 6–4 arányban kapott ki. Érdekesség, hogy az azt megelőző időszakban rövid időn belül negyedszer kapott ki az orosz játékostól.
A wimbledoni bajnokság során az első három fordulóban legyőzte Jannik Sinnert, Jiří Veselýt és a 9. helyen kiemelt Diego Schwartzmant, ezzel pályafutása során először bejutott a legjobb 16 közé a füves pályás Grand Slamen. Ő lett az első magyar férfi teniszező Taróczy Balázs 1981-es Roland Garros-szereplése óta, aki Grand Slam-tornán bejutott a legjobb nyolc közé. A negyeddöntőben az aktuális világelső Novak Đoković három szettben, 6–3, 6–4, 6–4 arányban búcsúztatta.
A tokiói olimpián az első fordulóban a lengyel Hubert Hurkaczcal játszott volna, azonban a mérkőzés előtt könyöksérülésre hivatkozva visszalépett a tornától.

### 2024
Áprilisban megnyerte a bukaresti ATP 250-es tornát, Vacherot, Griekspoor, Moutet, Tabilo után a döntőben Mariano Navonet legyőzve. A párizsi olimpián az első fordulóban Rafael Nadal ellen játszott, és kapott ki 6–1, 4–6, 6–4 arányban. Párosban Marozsán Fábiánnal indult, de ott is az első körben búcsúzott a holland Tallon Griekspoor, Wesley Koolhof párosa ellen (6–1, 6–3).

## Stílusa
Támadójátéka elsősorban a gyors pályákon érvényesül, kedvenc borítása a fű.

## ATP-döntői

### Egyesben: 4 (2-2)
| Összesítés                                            | Összesítés |
| ----------------------------------------------------- | ---------- |
| Grand Slam-torna                                      | (0)        |
| ATP World Tour Masters 1000 / ATP Masters Series      | (0)        |
| ATP World Tour 500 Series / International Series Gold | (0–1)      |
| ATP World Tour 250 Series / International Series      | (2–1)      |
| ATP World Tour Finals / Tennis Masters Cup            | (0)        |

| Eredmény |    | Dátum             | Torna                                                  | Borítás | Ellenfél          | Eredmény a fináléban |
| -------- | -- | ----------------- | ------------------------------------------------------ | ------- | ----------------- | -------------------- |
| Győzelem | 1. | 2018. május 26.   | Geneva Open, Genf, Svájc                               | Salak   | Peter Gojowczyk   | 6-2, 6-2             |
| Vereség  | 2. | 2019. február 10. | Sofia Open, Szófia, Bulgária                           | Kemény  | Danyiil Medvegyev | 4-6, 3-6             |
| Vereség  | 3. | 2021. március 07. | ABN-AMRO World Tennis Tournament, Rotterdam, Hollandia | Kemény  | Andrej Rubljov    | 6-7(4) 4-6           |
| Győzelem | 4. | 2024. április 21. | Tiriac Open, Bukarest, Románia                         | Salak   | Mariano Navone    | 6-4, 7-5             |

## Future és Challenger döntői

### Egyesben: 12 (4–8)
| Döntők száma            |
| ----------------------- |
| Challengereken 9 (4–5)  |
| Future tornákon 3 (0–3) |

| Eredmény |     | Dátum                | Torna                                | Borítás              | Ellenfél           | Eredmény a fináléban |
| -------- | --- | -------------------- | ------------------------------------ | -------------------- | ------------------ | -------------------- |
| Vereség  | 1.  | 2012. augusztus 19.  | Tatranská Lomnica, Szlovákia F3      | Salak                | Jaroslav Pospíšil  | 4–6, 5–7             |
| Vereség  | 2.  | 2012. szeptember 15. | Toronto, Kanada F8                   | Kemény               | Fritz Wolmarans    | 3–6, 6–7(3–7)        |
| Vereség  | 3.  | 2013. január 20.     | Bagnoles-de-l'Orne, Franciaország F1 | Salak (fedettpálya)  | Tim Pütz           | 0–6, 1–4-nél feladta |
| Győzelem | 4.  | 2013. május 3.       | Anning, Kína                         | Salak                | James Ward         | 7–5, 3–6, 6–3        |
| Győzelem | 5.  | 2013. november 24.   | Andria, Olaszország                  | Kemény (fedettpálya) | Dustin Brown       | 6–3, 6–4             |
| Vereség  | 6.  | 2014. május 18.      | Heilbronn, Németország               | Salak                | Jan-Lennard Struff | 2–6, 6–7(5–7)        |
| Vereség  | 7.  | 2014. július 6.      | Todi, Olaszország                    | Salak                | Aljaž Bedene       | 6–2, 6–7(4–7), 4–6   |
| Vereség  | 8.  | 2016. június 5.      | Prostějov, Csehország                | Salak                | Mikhail Kukushkin  | 1–6, 2–6             |
| Vereség  | 9.  | 2017. február 12.    | Budapest, Magyarország               | Kemény (fedettpálya) | Jürgen Melzer      | 6–7(6–8), 2–6        |
| Győzelem | 10. | 2017. június 4.      | Vicenza, Olaszország                 | Salak                | Laslo Đere         | 4–6, 7–6(9–7), 6–2   |
| Győzelem | 11. | 2017. június 25.     | Ilkley, Nagy-Britannia               | Fű                   | Alex Bolt          | 6–1, 6–4             |
| Vereség  | 12. | 2018. január 13.     | Canberra, Ausztrália                 | Kemény               | Andreas Seppi      | 7–5, 4–6, 3-6        |

### Párosban: 4 (3–1)
| Döntők száma            |
| ----------------------- |
| Challengereken 1 (0–1)  |
| Future tornákon 3 (3–0) |

| Eredmény |    | Dátum                | Torna               | Borítás               | Partner          | Ellenfelek                      | Eredmény a fináléban    |
| -------- | -- | -------------------- | ------------------- | --------------------- | ---------------- | ------------------------------- | ----------------------- |
| Győzelem | 1. | 2012. április 1.     | Fällanden, Svájc F3 | Szőnyeg (fedettpálya) | Marcus Daniell   | Adrian Bodmer Philipp Oswald    | 6–7(3–7), 6–3, [10–8]   |
| Győzelem | 2. | 2012. szeptember 15. | Toronto, Kanada F8  | Kemény                | Ante Pavić       | Chase Buchanan Tennys Sandgren  | 6–2, 6–4                |
| Győzelem | 3. | 2012. december 1.    | Oujda, Marokkó F10  | Salak                 | Daniel Glancy    | Riccardo Bellotti Dominic Thiem | 6–2, 6–3                |
| Vereség  | 4. | 2017. május 13.      | Róma, Olaszország   | Salak                 | Kimmer Coppejans | Andreas Mies Oscar Otte         | 6–4, 6–7(12–14), [8–10] |

## Díjai, elismerései
- Junior Prima díj (2010)
- Az év magyar teniszezője (2013, 2014, 2015,[64] 2016, 2017,[65] 2018,[66] 2019,[67] 2020,[68] 2021,[69] 2022[70])
- A Magyar Érdemrend lovagkeresztje (2018)[71]